# Nicolae Rădescu
Nicolae Rădescu (Călimăneşti-Căciulata, 30 de março de 1874 – Nova Iorque, 16 de maio de 1953) foi um oficial do exército e figura política romena. Foi o último primeiro-ministro do país antes do início do regime comunista na Romênia, permanecendo no cargo de 7 de dezembro de 1944 a 1 de março de 1945.

## Biografia
Em 1942, durante a ditadura de Ion Antonescu, escreveu um artigo criticando o embaixador alemão nazista Manfred Freiherr von Killinger e sua constante interferência nos assuntos internos da Romênia. Foi preso por crime político até que em 23 de agosto de 1944, após a queda do ditador Antonescu, foi solto e indicado chefe do Estado-Maior do Exército Romeno.
Tornou-se primeiro-ministro em 7 de dezembro de 1944, onde adotou uma política fortemente anti-comunista, mas após levante popular organizado pelo Partido Comunista com o apoio da União Soviética, foi forçado a renunciar em 1 de março de 1945.